# Aleksandr Własow (kolarz)
Aleksandr Anatoljewicz Własow (ros. Александр Анатольевич Власов, ur. 23 kwietnia 1996 w Wyborgu) – rosyjski kolarz szosowy. Olimpijczyk (2020).

## Osiągnięcia
Opracowano na podstawie:

2014
- 1. miejsce w Grand Prix Général Patton
  - 1. miejsce na 2. etapie

2015
- 3. miejsce w Coppa della Pace

2018
- 2. miejsce w Toscana Terra di Ciclismo Eroica
  - 1. miejsce w klasyfikacji górskiej
  - 1. miejsce na 2. etapie
- 1. miejsce w Giro Ciclistico d’Italia
- 3. miejsce w Sibiu Cycling Tour

2019
- 3. miejsce w Vuelta a Asturias
- 3. miejsce w Dirka po Sloveniji
  - 1. miejsce w klasyfikacji górskiej
- 1. miejsce w mistrzostwach Rosji (start wspólny)
- 1. miejsce na 6. etapie Österreich-Rundfahrt
- 2. miejsce w Tour of Almaty

2020
- 2. miejsce w Tour de La Provence
  - 1. miejsce w klasyfikacji młodzieżowej
  - 1. miejsce na 2. etapie
- 3. miejsce w La Route d'Occitanie
- 1. miejsce w Mont Ventoux Dénivelé Challenge
- 3. miejsce w Giro di Lombardia
- 1. miejsce w Giro dell’Emilia
- 1. miejsce w klasyfikacji młodzieżowej Tirreno-Adriático

2021
- 2. miejsce w Paryż-Nicea
  - 1. miejsce w klasyfikacji młodzieżowej
- 3. miejsce w Tour of the Alps
- 4. miejsce w Giro d’Italia
- 1. miejsce w mistrzostwach Rosji (jazda indywidualna na czas)

2022
- 3. miejsce w Trofeo Pollença
- 1. miejsce w Volta a la Comunitat Valenciana
  - 1. miejsce na 3. etapie
- 2. miejsce w Grand Prix Miguel Indurain
- 3. miejsce w Vuelta al País Vasco
- 3. miejsce w La Flèche Wallonne
- 1. miejsce w Tour de Romandie
  - 1. miejsce na 5. etapie
- 1. miejsce na 5. etapie Tour de Suisse
- 5. miejsce w Tour de France

## Rankingi
| Rok             | 2015 | 2016  | 2017  | 2018 | 2019 | 2020 | 2021 | 2022 | 2023 | 2024 |
| --------------- | ---- | ----- | ----- | ---- | ---- | ---- | ---- | ---- | ---- | ---- |
| World Ranking   |      | 2065. | 1779. | 366. | 108. | 12.  | 35.  | 5.   | 26.  | 26.  |
| UCI Europe Tour | 628. | 1367. | 1126. | 206. | 89.  | 10.  | 31.  | 5.   | 23.  | 21.  |
|                 |      |       |       |      |      |      |      |      |      |      |
| Źródło: UCI     |      |       |       |      |      |      |      |      |      |      |